# ماغدا غوميز
ماغدا غوميز هي عارضة برازيلية، ولدت في 11 فبراير 1978 في ساو باولو في البرازيل.

## وصلات خارجية
- ماغدا غوميز على موقع دليل عارضات الأزياء (الإنجليزية)